# Beate Rothmaier
Beate Rothmaier (* 1962 in Ellwangen) ist eine schweizerisch-deutsche Schriftstellerin.

## Leben
Beate Rothmaier wuchs in Ellwangen (Jagst) auf und studierte nach dem Abitur am dortigen Peutinger-Gymnasium Theater- und Kommunikationswissenschaften, Germanistik und Romanistik an den Universitäten München und Tübingen. Dort schloss sie ihr Studium 1990 mit einer Magisterarbeit über den „Tristan“ von Gottfried von Straßburg ab. Sie arbeitete für verschiedene Buchverlage und Theater sowie als Texterin in einer Werbeagentur. Seit 2006 ist sie freiberufliche Schriftstellerin, freie Lektorin und Dozentin für Schreibwerkstätten.
Seit ihrem Debütroman „Caspar“ (2005) veröffentlichte sie Erzählungen, Romane, Kurztexte und Essays in Anthologien, Kultur- und Literaturzeitschriften sowie den Theatertext „Medea Zwei“, der unter der Regie von Bettina Rehm an der Landesbühne Hannover uraufgeführt wurde.
Nach 25 Jahren in Zürich lebt sie als freie Schriftstellerin wieder in ihrer Geburtsstadt Ellwangen. Sie ist Mitglied im Vorstand des Verbands deutscher Schriftstellerinnen (VS) und im PEN Zentrum Deutschland.

## Werke

### Einzelveröffentlichungen
- Fannys Augen: Videoarbeit über die Anarchistin Fanny Imle, zusammen mit Christine Hunold (Zürich/Berlin); Schloss ob Ellwangen, Vernissage: 9. Oktober 2022.
- Atmen, bis die Flut kommt, Roman. Deutsche Verlags-Anstalt, München 2013, ISBN 978-3-421-04495-2.
- Fischvogel, Roman. Deutsche Verlags-Anstalt, München 2010, ISBN 978-3-421-04475-4.
- Medea zwei, UA: Landesbühne Hannover, 23. September 2006, Regie: Bettina Rehm.
- Caspar, Roman. Nagel & Kimche, Zürich 2005, ISBN 978-3-312-00367-9.

### Anthologien und Literaturzeitschriften (Auswahl)
- Lautlose Spiegel, Zu Ilse Aichingers „Schlechte Wörter“ in: Katrin Seglitz (Hg.): Dorthin gehen, wo die Parallelen sich schneiden. Die Gruppe 47 im Hotel Kleber Post in Saulgau, osbert+spenza, Ravensburg 2022, ISBN 978-3-947941-03-2.
- Passo Natal, in: die horen. Bergübergänge, Bd. 266, 2017.
- Alles Wissen, in: Mauerläufer. Literarisches Jahresheft, 2019/2020.
- Tulpen fressen. In: schliff 5/2016.
- Alles in Ordnung. In: Mauerläufer. Literarisches Jahresheft, 2015.
- Frau Kain. Geschichte einer Schattengestalt, in: Neue Wege, Beiträge zu Religion und Sozialismus. Zürich, Januar 2015.
- Maßlose Massen. Direkte Demokratie als Feigenblatt des Populismus, in: Sächsische Zeitung Dresden, 11. März 2014.
- Der Herzigkeitsfaktor. Warum Behinderung nicht erzählt werden kann, Carte Blanche in: Kulturtipp 26/2013.
- Abgesang, in: entwürfe 64, Zeitschrift für Literatur, 4/2010.
- Battaglia, in: Poesie und Stille, Schriftstellerinnen schreiben in Klöstern, Göttingen: Wallstein Verlag 2009.
- Kriegsversehrte; in: du, Zeitschrift für Kultur, 12/2007: Ein Alphabet des Verschwindens.
- Froschbluts Gier, Monolog zu Anselm Kiefers „Rapunzel 1999“ . In: du, Zeitschrift für Kultur, 1/2006.

## Auszeichnungen
- 2024: Stipendiatin im Herrenhaus Edenkoben
- 2023: Stipendium des Förderkreises Deutscher Schriftsteller in Baden-Württemberg
- 2021: Ministerium für Wissenschaft und Kunst Baden-Württemberg, Neustart Kultur Förderbeitrag
- 2019: Lilly Ronchetti-Preis des A*dS (Autorinnen und Autoren der Schweiz) mit Atelieraufenthalt in Paris
- 2018: Werkstipendium der Schweizer Kulturstiftung Pro Helvetia
- 2016: Deutsches Haus New York, Atelierstipendium
- 2015: Atelierstipendium London der Kulturstiftung Landis & Gyr[4]
- 2010: Werkjahr der Stadt Zürich für „Fischvogel“
- 2006: Förderpreis zum Friedrich-Hölderlin-Preis der Stadt Bad Homburg[5]
- 2005: Werkjahr der Stadt Zürich für „Caspar“